# Устрицеві
Устрицеві (Ostreidae) — родина морських двостулкових молюсків (близько 25 родів). Зустрічаються переважно у тропічних морях. У помірних морях зустрічаються лише там, де температура води влітку досягає 16 °C. На відміну від мідій, устриці приростають до субстрату (каміння, черепашок інших молюсків тощо) черепашками. Черепашка устриці має несиметричні стулки з нерівною поверхнею. Нога та бісусна залоза редуковані у зв'язку з нерухомим способом життя. В Україні зустрічаються у Чорному морі, у захищених бухтах, на узбережних скелях, а також на мілководді. Устриці дуже чутливі до чистоти води та достатньої кількості в ній кисню. За способом живлення — фільтратори води, кожна особина може відфільтрувати від 1 до 3 л води за годину.
У Чорному морі зустрічається устриця європейська (О. edulis), яку здавна використовували у їжу люди. Устриці вважають делікатесом та у деяких країнах їх вирощують у промислових масштабах. У їжу вживають живі та консервовані устриці.

## Роди та види
- Alectryonella
- Anomiostrea
- Booneostrea

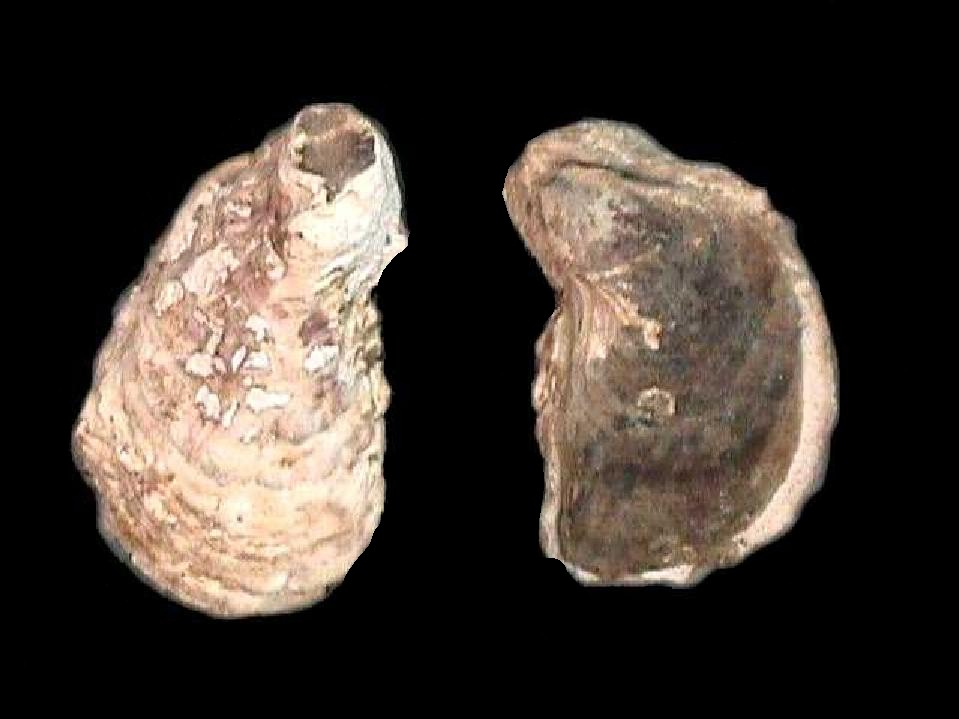
Crassostrea rhizophorae

- Crassostrea (Sacco, 1897) — Гігантська устриця
  - Crassostrea angulata (Lamarck 1819)
  - Crassostrea ariakensis (Fujita, 1913)
  - Crassostrea chilensis (Philippi, 1845)
  - Crassostrea columbiensis (Hanley, 1846)
  - Crassostrea corteziensis (Hertlein, 1951)
  - Crassostrea gasar
  - Crassostrea gigas (Thunberg, 1793)
  - Crassostrea glomerata (Gould, 1850)
  - Crassostrea iredalei (Sacco, 1932)
  - Crassostrea rhizophorae Guilding
  - Crassostrea virginica (Gmelin, 1791)
- Cryptostrea (Harry, 1985)
  - Cryptostrea permollis (G. B. Sowerby II, 1871)
- Dendostrea (Swainson, 1835)
  - Dendostrea frons (Linnaeus, 1758)
- Hyotissa
- Lopha (Roding, 1798)
  - Lopha cristagalli (Linnaeus)
  - Lopha frons (Linnaeus, 1758)
- Nanostrea
- Ostrea (Linnaeus, 1758) — Устриця
- Ostreola
  - Ostreola conchaphila (Carpenter, 1857)
  - Ostreola equestris (Say, 1834)
- Planostrea
- Pretostrea
- Pustulostrea
- Saccostrea
  - Saccostrea glomerata (Iredale and Roughley, 1933)
  - Saccostrea cuccullata
- Striostrea
- Teskeyostrea (Harry, 1985)
  - Teskeyostrea weberi (Olsson, 1951)
- Tiostrea
  - Tiostrea chilensis
  - Tiostrea margariacea